# Općina Razkrižje
Općina Razkrižje (slo.:Občina Razkrižje) je općina u sjeveroistočnoj Sloveniji u pokrajini Štajerskoj i statističkoj regiji Pomurju. Središte općine je naselje Razkrižje s 242 stanovnika.

## Zemljopis
Općina Raskrižje nalazi se u sjeveroistočnom dijelu Slovenije na granici s Hrvatskom. 
Područje općine se nalazi u dolini rijeke Mure, ispod Slovenskih gorica.
U općini vlada umjereno kontinentalna klima.
Najznačajniji vodotoci u općini su rijeka Mura i njezina pritoka rijeka Ščavnica koja se kod naselja Gibina ulijeva u Muru.

## Naselja u općini
Gibina, Kopriva, Razkrižje, Šafarsko, Šprinc, Veščica

## Povijest
Područje današnje općine Razkrižje se od davnina se nalazilo u Međimurju i stanovništvo je velikom većinom bilo hrvatsko, kao i na području cijelog Međimurja. O tome, na primjer, svjedoče podatci o popisima stanovništva provedenima 1921. i 1931. godine. Na području župe Štrigova, koja je obuhvaćala i tadašnje Raskrižje, te sela od Gibine na istoku do Vešćice na zapadu, 1931. godine bilo 97% Hrvata. Četrdeset godina poslije, u bivšoj državi, prema popisu iz 1971. godine, u župi Razkrižje, novoosnovanoj poslije Drugog svjetskog rata na sjeverozapadnom dijelu nekadašnje župe Štrigova, živjelo je samo 13,3% Hrvata, dok se udjel onih koji su se izjasnili kao Slovenci bio 81,9%, uz 4,8% neopredijeljenih.
Drastična promjena sastava stanovništva u razmjerno kratkom vremenskom razdoblju bila je posljedica jednim dijelom doseljavanja Slovenaca iz cijele Slovenije, a drugim dijelom odnarođivanja Hrvata sa šireg područja Raskrižja, odnosno politike slovenizacije. Taj proces slovenske su vlasti provodile nametanjem sustava obrazovanja, projektima izgradnje infrastrukture, uvjetovanjem mogućnošću gubitka zaposlenja u Sloveniji, te nasilnim upletanjem u crkvena pitanja, na primjer uvođenje samo slovenskog jezika u bogoslužje, uz ukidanje hrvatskog.
U administrativnom pogledu Raskrižje prebačeno u Sloveniju nakon Drugog svjetskog rata, a u crkvenom je ostalo pod upravom Zagrebačke nadbiskupije sve do početka 90-tih godina prošlog stoljeća. Tada je takozvanim slovenskim događanjem naroda dugogodišnji raskriški župnik Stjepan Slaviček nasilno protjeran iz svoje crkve sv. Ivana Nepomuka, a cijela župa stavljena pod okrilje tadašnje mariborske biskupije.

## Spomenici i znamenitosti
- crkva Svetog Ivana Nepomuka
- prapovijesna naseobina Gradišče u Šafarskom
- Ivanov izvir u Razkrižju

## Obrazovanje
- Osnovna škola Razkrižje

## Vanjske poveznice
- Službena stranica općine
- Područje Razkrižja, uključujući sela i zaselke kao što su Gibina, Veščica, Šafarsko i dr., nekad se nalazilo u Međimurju  Arhivirana inačica izvorne stranice od 19. siječnja 2021. (Wayback Machine)